# Olivier Thery Lapiney
Pour les articles homonymes, voir Théry.
Olivier Thery Lapiney est un producteur de cinéma français. Il est le cofondateur de la société Alcatraz Films.

## Filmographie
- 2013 : Les Salauds de Claire Denis
- 2013 : La Vie d'Adèle : Chapitres 1 et 2 de Abdellatif Kechiche
- 2016 : Godless de Ralitza Petrova
- 2016 : Paula de Christian Schwochow
- 2016 : Sieranevada de Cristi Puiu
- 2018 : High Life de Claire Denis
- 2019 : Luz de Flora Lau
- 2020 : Other People de Aleksandra Terpinska
- 2021 : Come Prima de Tommy Weber
- 2021 : Coupez ! de Michel Hazanavicius